# Episodi di Happy Days (undicesima stagione)
```

```

La undicesima stagione della serie televisiva Happy Days è stata trasmessa negli Stati Uniti dal 27 settembre 1983. In Italia questa stagione è trasmessa in prima visione su Rai 1.
| nº | Titolo originale                | Titolo italiano                 | Prima TV USA      | Prima TV Italia |
| -- | ------------------------------- | ------------------------------- | ----------------- | --------------- |
| 1  | Because It's There              | Prova di coraggio               | 27 settembre 1983 |                 |
| 2  | The Ballad of Joanie and Chachi | La crisi                        | 4 ottobre 1983    |                 |
| 3  | Where the Guys Are              | Un week-end da scapoli          | 18 ottobre 1983   |                 |
| 4  | Welcome Home (Part 1 e 2)       | Bentornato Richie (1 e 2 parte) | 25 ottobre 1983   |                 |
| 5  | Welcome Home (Part 1 e 2)       | Bentornato Richie (1 e 2 parte) | 1º novembre 1983  |                 |
| 6  | Glove Story                     | L'amicizia                      | 8 novembre 1983   |                 |
| 7  | Vocational Education            | La nomina                       | 22 novembre 1983  |                 |
| 8  | Arthur, Arthur                  | Il fratellino ritorna           | 6 dicembre 1983   |                 |
| 9  | You Get What You Pay For        | Il contratto                    | 13 dicembre 1983  |                 |
| 10 | Kiss Me, Teach                  | La supplente                    | 10 gennaio 1984   |                 |
| 11 | The People vs. The Fonz         | Fonzie a giudizio               | 17 gennaio 1984   |                 |
| 12 | Like Mother, Like Daughter      | Tale madre, tale figlia         | 24 gennaio 1984   |                 |
| 13 | Social Studies                  | Studi sociali                   | 31 gennaio 1984   |                 |
| 14 | The Spirit Is Willing           | Una partita a poker             | 24 aprile 1984    |                 |
| 15 | Fonzie Moves Out                | La fine di un sogno             | 1º maggio 1984    |                 |
| 16 | Passages (part 1 e 2)           | Il problema                     | 8 maggio 1984     |                 |
| 17 | Passages (part 1 e 2)           | Buone notizie                   | 8 maggio 1984     |                 |
| 18 | So How Was Your Weekend?        | I tre aspiranti                 | 28 giugno 1984    |                 |
| 19 | Low Notes                       | Il fantasma lo vuole            | 5 luglio 1984     |                 |
| 20 | School Dazed                    | La rinuncia                     | 12 luglio 1984    |                 |
| 21 | Good News, Bad News             | La vita continua (1 e 2 parte)  | 19 luglio 1984    |                 |
| 22 | Fonzie's Spots                  | La vita continua (1 e 2 parte)  | 24 settembre 1984 |                 |